# فينيقيا تحت الحكم الروماني
فينيقيا تحت الحكم الروماني هو المصطلح الذي يطلق على السيطرة الرومانية على المناطق التي تشمل لبنان الحديث؛ في الفترة الممتدة من عام 64 قبل الميلاد وحتى القرن السابع للميلاد.

## التاريخ

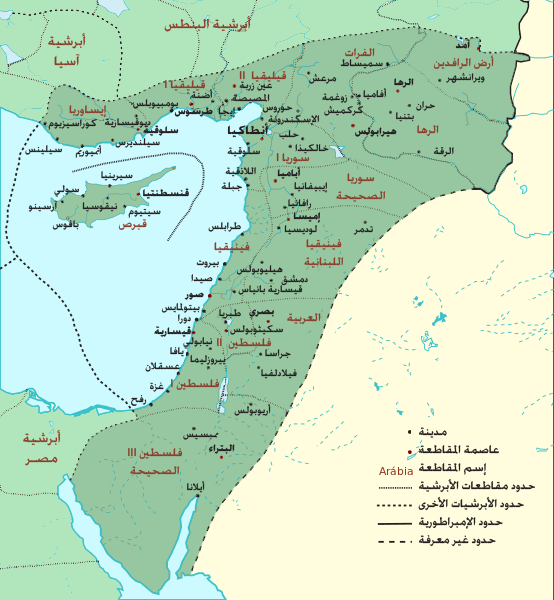
أبرشية أورينس الرومانية في عام 400 ميلادي، مع مقاطعتيّ فينيقيا الأولى وفينيقيا اللبنانية.

تميز القرن الأخير من الحكم السلوقي في لبنان بالاضطرابات والصراعات الحاكمة. انتهى هذا في عام 64 قبل الميلاد، عندما أضاف الجنرال الروماني بومبي سوريا ولبنان إلى الإمبراطورية الرومانية .
ازدهرت الأنشطة الاقتصادية والفكرية في لبنان خلال باكس رومانا . حصل سكان المدن الرئيسية الفينيقية في جبيل وصيدا وصور على الجنسية الرومانية. كانت هذه المدن مراكز صناعات الفخار والزجاج والأرجواني. كانت موانئها بمثابة مستودعات للمنتجات المستوردة من سوريا وبلاد فارس والهند . قاموا بتصدير الأرز والعطور والمجوهرات والنبيذ والفواكه إلى روما .
أدى الازدهار الاقتصادي إلى إحياء البناء والتنمية الحضرية ؛ تم بناء المعابد والقصور في جميع أنحاء البلاد، وكذلك الطرق المعبدة التي تربط المدن الرئيسية مثل بعلبك وبيريتوس . في الواقع، بدءا من الربع الأخير من سنة قبل الميلاد 1st قرن (عهد أوغسطس ) وعلى مدى فترة من قرنين من الزمان (عهد فيليب العربي )، الذي بني الرومان مجمع معبد ضخم في بعلبك على الموجودة من قبل اقول يرجع تاريخها إلى P P N B ،  يتكون من ثلاثة معابد: كوكب المشتري، باخوس والزهرة. على تل قريب، بنوا معبدًا رابعًا مخصصًا لعطارد.
كان الفينيقيون يصعدون إلى عرش روما في عهد سلالة سيفيران . أصبحت مدينة بعلبك (التي كانت تسمى آنذاك هليوبوليس) مستعمرة من قبل سيبتيموس سيفيروس (193-211) في عام 193 م، بعد أن كانت جزءًا من إقليم بيريتوس على الساحل الفينيقي منذ 15 ق.م. استمر العمل في المجمع الديني هناك لأكثر من قرن ونصف ولم يكتمل. يعود تفاني أطلال المعبد الحالي، وهو أكبر مبنى ديني في الإمبراطورية الرومانية بأكملها، إلى عهد سيبتيموس سيفيروس، الذي تُظهِر عملته المعدنية المعبدين لأول مرة. لم يتم الانتهاء من ملاعب النهج الكبرى قبل حكم كركلا (211-217 م) وفيليب العربي (244-249 م). في ذكرى تفاني المحميات الجديدة، منحت سيفيروس حقوق i u s I t a l i c u m في المدينة. اليوم، تبقى ستة أعمدة كورنثية فقط تقف في هذا المعبد الضخم لكوكب المشتري.
فصل سيفيروس أيضًا منطقة لبنان الحديث وأجزاء من سوريا عن محافظة سوريا الكبرى ، وشكل مقاطعة فينيسيا الجديدة.
علاوة على ذلك، تم إنشاء قدامى المحاربين من جحافل رومانية في مدينة بيريتوس (بيروت الفعلية): المقدونية الخامسة والغالي الثالث . سرعان ما أصبحت المدينة بالحروف اللاتينية. تم تشييد المباني والآثار العامة الكبيرة وتتمتع B e r y t u s بالوضع الكامل كجزء من الإمبراطورية.

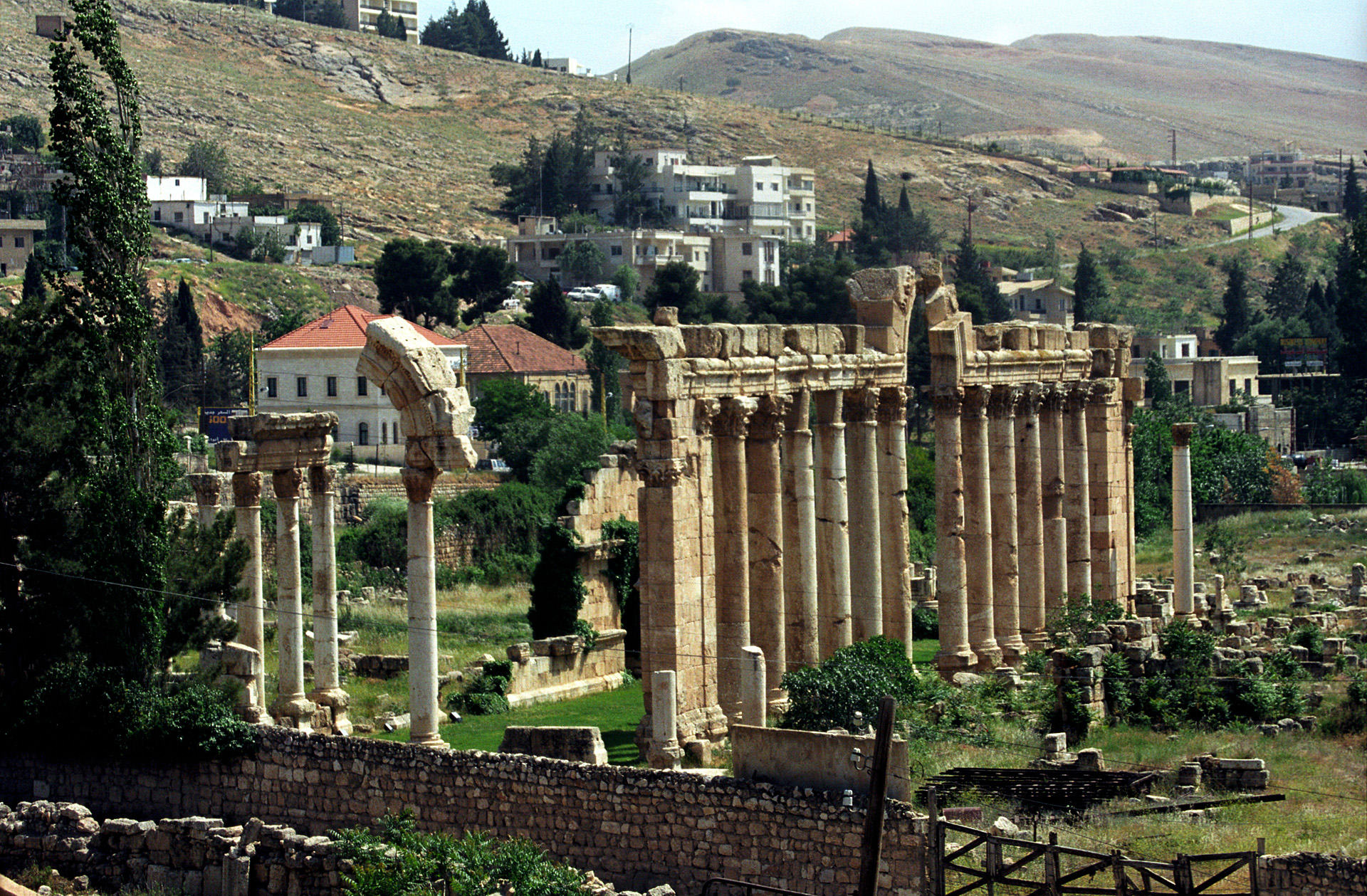
أنقاض بعلبك الفعلية

تحت الرومان، تم إثراء بيريتوس من قبل سلالة هيرودس الكبير ، وأصبح كولونيا ، كولونيا يوليا أوغستا فيليكس بيريتوس ، في 14 قبل الميلاد. كانت مدرسة القانون في بيروت معروفة على نطاق واسع في ذلك الوقت. درس اثنان من أشهر الفقهاء في روما، البابيني وأولبيان ، وكلاهما من سكان فينيسيا، في كلية الحقوق تحت إمبراطور سيفيران . عندما جستنيان تجميعها له P a n d e c t s في 6th قرن، وقد استمدت جزءا كبيرا من مجموعة من القوانين من هذه الفقهاء اثنين، والمعترف بها جستنيان المدرسة باعتبارها واحدة من كليات الحقوق الرسمية الثلاث للإمبراطورية في 533 م.
عند وفاة ثيودوسيوس الأول عام 395 م، تم تقسيم الإمبراطورية إلى قسمين: الجزء الشرقي أو البيزنطي وعاصمتها القسطنطينية ، والجزء الغربي وعاصمتها رافينا في ظل الإمبراطورية البيزنطية، استمرت الأنشطة الفكرية والاقتصادية في بيروت وصور وصور صيدا في الازدهار لأكثر من قرن.
ومع ذلك، في القرن السادس عشر، هدمت سلسلة من الزلازل معابد بعلبك ودمرت مدينة بيروت، حيث سوت مدرسة القانون الشهيرة التابعة لها وقتل ما يقرب من 30000 نسمة. أضيفت إلى هذه الكوارث الطبيعية الانتهاكات والفساد السائد في ذلك الوقت في الإمبراطورية. أثارت الجزية الشديدة والاضطراب الديني الفوضى والارتباك. علاوة على ذلك، لم تنجح المجالس المسكونية في القرنين الخامس والسادس بعد الميلاد في تسوية الخلافات الدينية.
أضعفت هذه الفترة المضطربة الإمبراطورية وجعلتها فريسة للعرب المسلمين الذين تحولوا حديثًا إلى شبه الجزيرة العربية .

## المعابد الرومانية في لبنان
في الواقع، يمكن رؤية أحد أفضل المعابد الرومانية في لبنان. أنقاض بعلبك هي في جميع أنحاء العالم ذكريات العمارة الرومانية في أفضل حالاتها. يمكن تقسيم مواقع المعابد الرومانية في لبنان إلى ثلاث مجموعات رئيسية. أولاً، هناك مجموعة في وادي البقاع شمال طريق بيروت - دمشق . ثانياً، توجد المجموعة في المنطقة الواقعة جنوب نفس الطريق، بما في ذلك وادي التيم والجهة الغربية لجبل حرمون . ثالثًا، المجموعة الموجودة في المنطقة الواقعة غرب خط مرسوم على طول سلسلة جبال جبل لبنان . لكن في المنطقة الساحلية للبنان، لا توجد آثار كثيرة من الإمبراطورية الرومانية .
 أغريبا يفضل كثيرا من مدينة باريتوس، وتزين مع المسرح الرائع والمدرج، بجانب الحمامات والأروقة، افتتاح لهم الألعاب ونظارات من كل نوع، بما في ذلك العروض من المصارعين. ولكن الآن لا تزال هناك آثار بسيطة، أمام الكاتدرائية الكاثوليكية في بيروت .

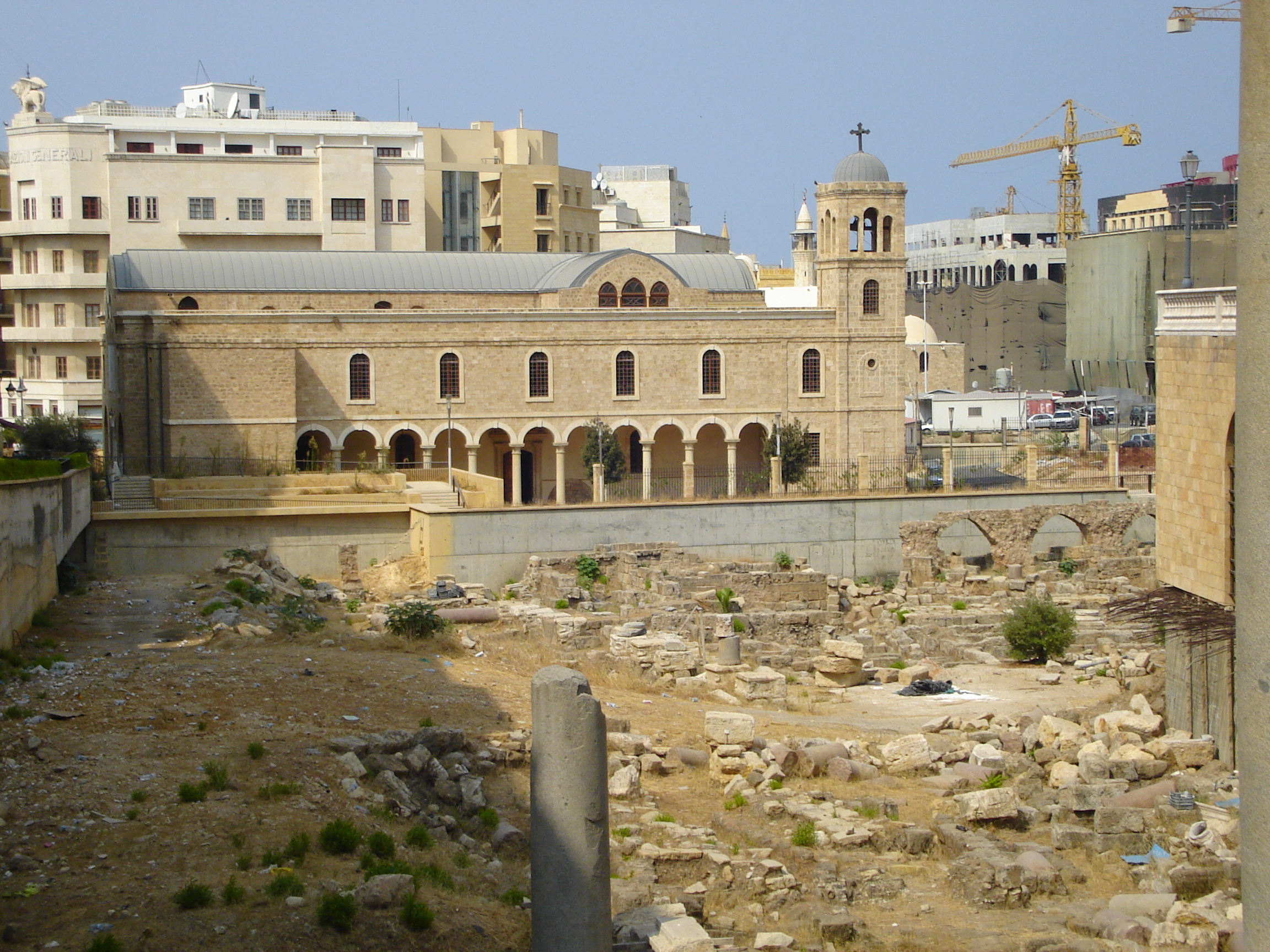
الآثار الرومانية أمام كاتدرائية القديس جورج في بيروت

في مائتي وخمسين عامًا - من أغسطس إلى فيليب العربية - صنعت جميع المعابد الرومانية، بتصميم متشابه للغاية: فهي تظهر العصر الذهبي للحكم الروماني في لبنان.

## قائمة المراجع
- بيضون، أحمد. Le Liban، une histoire disputée: identité et temps dans l'histoire libanaise contemporaine Beyrouth، Publications de l'Université Libanaise، 1984
- كارتر، تيري ودونستون، لارا. Libano Torino ، EDT ، 2004. (ردمك 88-7063-748-4) ISBN   88-7063-748-4
- قاعة ليندا ج. رومان بيريتوس: بيروت في العصور القديمة المتأخرة . مطبعة علم النفس. لندن، 2004 (ردمك 978-0-415-28919-1)
- سارتر، موريس. ليه محافظات ميديتيرانيان أورينتال دي أوجوست أو أوكس سيفير . نقاط. باريس، 1997.

## روابط خارجية
- 360 بانوراما من معابد بعلبك
- آثار بعلبك في تصوير بانورامي
- فيديو للآثار الرومانية في لبنان